# Преображенский (платформа)
Преображе́нский — остановочный пункт Юго-Восточной железной дороги на  
линии Тамбов — Ртищево (линия не электрифицирована). Расположен в Умётском районе Тамбовской области, в 3 км от станции  Тоновка. Через остановочный пункт осуществляются пригородние пассажирские перевозки на Тамбов, Кирсанов, Тамалу, Ртищево.

## История
Открыт в 1895 году.

## Деятельность
Грузовые и пассажирские операции не производятся.